# الانتخابات الرئاسية الأفغانية 2009
جرت الانتخابات الرئاسية في أفغانستان في 20 أغسطس 2009، وأسفرت عن فوز شاغل المنصب حامد كرزاي، الذي حصل على 49.67% من الأصوات، في حين احتل منافسه الرئيسي عبد الله عبد الله المركز الثاني بنسبة 30.59% من الأصوات.
اتسمت الانتخابات بانعدام الأمن، وانخفاض نسبة إقبال الناخبين، وضعف الوعي الشعبي بالانتخابات وسير العملية الانتخابية، وانتشار التزوير والترهيب وغيرها من عمليات الغش الانتخابي. تقرر إجراء جولة إعادة تصويت في 7 نوفمبر 2009، أُعلن عنها تحت ضغط شديد من الولايات المتحدة وحلفائها، لكنها أُلغيت بعد رفض عبد الله المشاركة، وإعلان حامد كرزاي رئيسًا لأفغانستان لولاية أخرى مدتها 5 سنوات.
كانت هذه ثاني انتخابات تُعقد بموجب دستور أفغانستان الحالي وجرت في اليوم نفسه الذي عُقدت فيه الانتخابات على 34 مقعدًا في مجالس المقاطعات. دعت حركة طالبان إلى مقاطعة الانتخابات، وأطلقت عليها اسم «برنامج الصليبيين» و«العملية الأمريكية».

## تاريخ الانتخابات
وجب إجراء الانتخابات في موعد لا يتجاوز 60 يومًا قبل نهاية ولاية الرئيس كرزاي في يوليو 2009، وذلك حسب دستور عام 2004. أوصت لجنة الانتخابات المستقلة (آي إي سي) أساسًا بإجراء الاقتراع في وقت الاقتراع البرلماني لعام 2010 بهدف توفير التكاليف. على أي حال، لم يتمكن سياسيو البلاد من الموافقة على التفاصيل. أعلنت اللجنة الانتخابية المستقلة تأجيل الانتخابات حتى أغسطس 2009 بسبب مخاوف متعلقة بإمكانية الوصول إلى المناطق الجبلية في ربيع عام 2009 والقدرة على تأمين عدد كافٍ من الأشخاص والمواد المستخدمة.
اتهمت المعارضة كرزاي بمحاولة تمديد سلطته إلى ما بعد ولايته. دعا الرئيس حامد كرزاي في فبراير 2009 لجنة الانتخابات المستقلة إلى إجراء الانتخابات وفقًا لدستور البلاد، ما أجبر اللجنة الانتخابية المستقلة على إعادة تأكيد تاريخ أغسطس، وإسكات منتقدين يخشون حدوث فراغ قيادي بين مايو وأغسطس. أعرب بعض المعارضين الأفغان المحتملين عن امتعاضهم من خطوة كرزاي التي رأوا فيها محاولة لإخراج منافسيه من ساحة المنافسة، إذ لن يكون معظمهم مستعدين لخوض حملة انتخابات 2009. وافق كرزاي على تاريخ 20 أغسطس 2009 بعد رفض اللجنة الانتخابية المستقلة والمجتمع الدولي مرسوم كرزاي. أعلنت المحكمة العليا لأفغانستان في مارس 2009 تمديد ولاية كرزاي حتى انتخاب زعيم جديد. وصف معارضوه القرار بأنه غير دستوري وغير مقبول، منوهين بأن القرار يضع كرزاي في وضع يسمح له باستغلال المنصب لضمان فوزه الانتخابي.
جاء موعد الانتخابات في 20 أغسطس 2009 بعد يوم واحد من الذكرى الأفغانية للانتهاء الرسمي لمحاولة بريطانيا الثالثة غزو أفغانستان قبل تسعين عامًا في عام 1919.

## المرشحون
جرى تسجيل أربعة وأربعين مرشحًا للانتخابات الرئاسية عندما أعلنت لجنة الانتخابات المستقلة في أفغانستان عن قائمتها الأولية الرسمية للمرشحين المسجلين في 17 مايو 2009. انسحب ثلاثة مرشحين من السباق قبل عقد الانتخابات، بعد أن قرروا دعم أحد أقوى متنافسَين. تبنى كل مرشح رئاسي اثنين من المرشحين لمنصب نائب الرئيس.
قدم كرزاي ترشيحه في 4 مايو 2009؛ احتفظ بالنائب الثاني للرئيس حينها كريم خليلي، المنتمي إلى جماعة الهزارة العرقية، لكنه قرر استبدال النائب الأول للرئيس أحمد ضياء مسعود واختار محمد قاسم فهيم بديلًا له، وهو أمير حرب طاجيكي سابق حملته جماعات حقوق الإنسان مسؤولية الوفيات الجماعية للمدنيين خلال الحرب الأهلية الأفغانية.
أعلنت الجبهة الوطنية المتحدة في 16 أبريل 2009 اختيارها وزير الخارجية السابق الدكتور عبد الله عبد الله مرشحًا رئاسيًا لها. كان عبد الله وزيرًا لخارجية التحالف الشمالي منذ عام 1998 فصاعدًا، وكان شخصية بارزة في التحالف. عُيّن وزيرًا للخارجية في الحكومة المؤقتة المنصبة بعد الغزو الأمريكي.
كان الدكتور رمضان بشردوست أول شخص أعلن نيته الترشح، إذ سجل اسمه رسميًا للانتخابات الرئاسية في 7 مايو 2009، مع المرشحين لمنصب نائب الرئيس: السيد محمد موسى باريكزاي، أستاذ بمعهد كابول الزراعي، والسيدة عفيفة معروف، عضو اللجنة الأفغانية المستقلة لحقوق الإنسان، مع اختيار الحمامة رمزًا لحملتهم الانتخابية، يحمل معاني السلام والحرية. انتقد بشاردوست الحكومة علانية واتهم الوزراء بالفساد، إذ انتقد في فترة عمله وزيرًا للتخطيط المنظمات الأجنبية في أفغانستان التي تلتهم أموال المساعدات المخصصة للشعب الأفغاني، ثم استقال بعدها تحت ضغوطات حكومية وأجنبية.
سُجل الدكتور أشرف غني، زميل أقدم في السياسة الخارجية في معهد بروكينغز في واشنطن العاصمة، ووزير المالية السابق والمستشار الخاص للأمم المتحدة ومحلل البنك الدولي، كمرشح رئاسي في 7 مايو 2009. في وقت فضل فيه العديد من الأفغان تقليل العلاقات العلنية مع الحكومة الأمريكية، اشتُهر أشرف غني بتعيين كبير الاستراتيجيين لحملة كلينتون جيمس كارفيل بمنصب مستشار لحملته الانتخابية. تسببت علاقاته الوثيقة مع واشنطن بإطلاق الأفغان لقب «زانا إي بوش» عليه، أي «زوجات بوش». صنفت التقارير أيضًا أشرف غني بمثابة المرشح الأكثر تفضيلًا من قبل الولايات المتحدة لشغل منصب «الرئيس التنفيذي» الذي تنوي الولايات المتحدة تثبيته بغض النظر عن الفائز في الانتخابات.
انضم مرويس ياسيني، النائب الأول لرئيس مجلس الشعب الأفغاني، إلى السباق الانتخابي في مارس 2009، ويُذكر أنه شغل سابقًا منصب عضو في هيئة اللويا جيرغا الطارئة المنعقدة في عام 2002، وعمل بصفة نائب للهيئة، ومديرًا لمكافحة المخدرات ونائبًا وزير مكافحة المخدرات.
انضمت إلى السباق بدورها شهلاء عطا، النائبة الليبرالية التي فقدت زوجها بسبب الحرب، وتعهدت بإحياء سياسة التحديث التي قادها الرئيس محمد داود خان في فترة 1973-1978.
يُذكر من مرشحي الرئاسة الآخرين زعيم حزب العدالة والتنمية الأفغاني ذبيح الله غازي نورستاني، والنائب العام السابق عبد الجبار ثابت، ووزير الدفاع السابق شاه نواز تناي، والزعيم الأوزبكي أكبر باي، وخبير الاقتصاد والوزير الحالي حينها هدايت عرساله، والخبير الاقتصادي محمد هاشم توفيق، وسروار أحمدزاي، عضو سابق في اللويا جيرغا الأفغانية لعام 2002 كتب تقريرًا قطريًا عام 2009 للمسؤولين الأمريكيين الذين صاغوا حينها إستراتيجية أمريكية جديدة لأفغانستان، إضافةً إلى مرشحين آخرين.
بلغ عدد المرشحين إلى جانب مرشحي الرئاسة 3197 مرشحًا لشغل 420 منصبًا في مجالس المحافظات. أشرفت مجالس المقاطعات البالغ عددها 34 مقاطعة أفغانية على تقديم المشورة والعمل مع إدارات المقاطعات، التي يرأسها الحاكم المعين من قبل الرئيس.